# Brucea
Brucea (Brucea) je rod rostlin z čeledi simarubovitých. Zahrnuje přibližně 30 druhů a je rozšířen v tropech Starého světa. Tento rostlinný rod je pojmenovaný po skotském přírodovědci J. Brucovi.

## Využití
Brucea javanica je považována za léčivou rostlinu.

## Zástupci
- Brucea abyssinica
- Brucea acuminata
- Brucea amarissima
- Brucea antidysemerica
- Brucea antidysenterica
- Brucea dubia
- Brucea glabrata
- Brucea gracilis
- Brucea javanica
- Brucea macrocarpa
- Brucea tenuifolia
- Brucea tonkiensis
- Brucea trichoma
- Brucea trifoliata
- Brucea virginica